# من قتل مالكوم اكس ؟ (وثائقي)
من قتل مالكوم اكس ؟ هو مسلسل وثائقي لنتفليكس يعيد التحقيق في قضية مقتل مالكوم إكس، إنتاج عام 2020.

## الحلقات
- رجل مميز
- رجل مستقيم في الفخار
- المسيح الأسود
- المواجهة
- رجل البندقية
- الميراث

## روابط خارجية
- من قتل مالكوم اكس ؟ (وثائقي) على موقع IMDb (الإنجليزية)
- من قتل مالكوم اكس ؟ (وثائقي) على موقع نتفليكس (الإنجليزية)
- من قتل مالكوم اكس ؟ (وثائقي) على موقع قاعدة بيانات الفيلم (الإنجليزية)